# Luật cạnh tranh
Luật cạnh tranh là một đạo luật mà khuyến khích hoặc tìm cách duy trì thị trường cạnh tranh bằng cách quy định hành vi chống cạnh tranh của các công ty. Luật cạnh tranh được thi hành thông qua việc thực thi công và tư. Luật cạnh tranh được gọi là luật chống độc quyền tại Hoa Kỳ và Liên minh châu Âu, và là luật chống độc quyền ở Trung Quốc và Nga. Trong những năm trước đây nó đã được biết đến như là thực tiễn thương mại luật ở Vương quốc Anh và Úc. Việt Nam cũng đã ban hành Luật Cạnh tranh của Việt Nam.

## Lịch sử
Lịch sử của luật cạnh tranh có từ thời Đế chế La Mã. Các hoạt động kinh doanh của thị trường buôn bán, phường hội và chính phủ đã luôn luôn chịu sự giám sát, và đôi khi biện pháp trừng phạt nặng. Từ thế kỷ 20, luật cạnh tranh đã trở nên toàn cầu. Hai hệ thống lớn nhất và có ảnh hưởng nhất của các quy định về cạnh tranh là luật chống độc quyền tại Hoa Kỳ và luật cạnh tranh Liên minh châu Âu. Cơ quan cạnh tranh quốc gia và khu vực trên thế giới đã hình thành mạng lưới hỗ trợ và thực thi pháp quốc tế.
Luật cạnh tranh hiện đại trong lịch sử đã thay đổi theo một cấp quốc gia để thúc đẩy và duy trì cạnh tranh công bằng trên thị trường chủ yếu trong phạm vi ranh giới lãnh thổ của quốc gia. Luật cạnh tranh quốc gia thường không bao gồm hoạt động vượt ra ngoài biên giới lãnh thổ trừ khi nó có tác dụng đáng kể ở cấp quốc gia. Các quốc gia có thể cho phép thẩm quyền ngoài địa trong trường hợp cạnh tranh dựa trên cái gọi là học thuyết hiệu ứng. Việc bảo vệ cạnh tranh quốc tế được điều chỉnh bởi các thỏa thuận cạnh tranh quốc tế. Năm 1945, trong cuộc đàm phán trước khi thông qua Hiệp định chung về Thuế quan và Thương mại (GATT) vào năm 1947, nghĩa vụ cạnh tranh quốc tế hạn chế đã được đề xuất trong điều lệ cho một Tổ chức Thương mại Quốc tế. Những nghĩa vụ không được bao gồm trong GATT, nhưng vào năm 1994, với kết luận của Vòng Uruguay về Đàm phán GATT đa phương, Tổ chức Thương mại Thế giới (WTO) đã được tạo ra. Hiệp định thành lập WTO bao gồm một loạt các quy định hạn chế về vấn đề cạnh tranh xuyên biên giới khác nhau trên cơ sở cụ thể khu vực.